# Алакуртти
Алаку́ртти (фин. Alakurtti) — село на юго-западе Мурманской области. Входит в состав муниципального образования сельское поселение Алакуртти Кандалакшского района и является его административным центром.

## География
Село расположено в юго-западной части Кольского полуострова, на берегу реки Тунтсайоки, в окружённой сопками долине. Близ Алакуртти — озёра Кутуярви и Ахкиоярви. Районный центр, город Кандалакша, находится в 115 км к востоку от Алакуртти. Климат суровый, с продолжительной зимой, частыми метелями. Средние температуры в январе-феврале составляют −13 градусов, в июле +14.

## Этимология
Название, по одной из версий, происходит от финского ala — низина, kurtti — «шероховатый», «морщинистый», что при дословном переводе обозначает «шероховатая низина». Существует также мнение, что село названо по фамилии финского землевладельца Генриха Куртти, поселившегося здесь в середине XVII века, что означает Нижнее Куртти. Также рядом было поселение Юликуртти, что означало Верхнее Куртти.

## История

### В составе Финляндии
На месте расположения села проходит древний торговый путь с Запада на Восток. По карело-финскому эпосу «Калевала» здесь находилась легендарная страна Севера — Бьярма. В этом месте издавна существовали поселения саамов.
С 1833 года до 1936 года Алакуртти входило в состав губернии Оулу.
В октябре 1918 года началась иностранная военная интервенция на севере России.
С 1936 года по 1940 год село входило в финскую губернию Лаппи, выделенную из состава губернии Оулу.
В 1939 году население Алакуртти составляло около 600 человек, проживавших в основном на отдельных хуторах и занимавшихся преимущественно сельским хозяйством, рыбной ловлей, заготовкой древесины. Алакуртти состояло из двух частей: Юли-куртти (верхнее) и Ала-куртти (нижнее).

### В годы войны
Алакуртти сильно пострадало во время советско-финской войны 1939—1940 годов. 30 ноября 1939 года село было сожжено отступающими финскими войсками, жители предварительно были эвакуированы в район Салла; утром 1 декабря территорию сгоревшего села заняли советские войска. После завершения войны, согласно мирному договору от 12 марта 1940 года в составе области Салла было передано от Финляндии к СССР. Был образован Алакурттинский сельсовет Кестеньгского района Карело-Финской ССР.
В 1939—1940 годах от города Кандалакша до границы с Финляндией была построена железнодорожная линия протяжённостью около 90 км, проходящая через село. В Алакуртти дислоцировались дивизионные части и стрелковый полк.
В июле 1941 года немецкие и финские войска оккупировали данную территорию.
Во время Великой Отечественной войны в 1941—1944 годах в Алакуртти находился военный аэродром, с которого осуществлялись налёты на Кандалакшу и Кировскую железную дорогу. Первая РЛС немцев была размещена на этом аэродроме. К началу войны посёлок был в полном ведении военных, гражданских объектов на территории посёлка не было. Оборона посёлка держалась по западному рубежу реки Тунтсайоки с 28 по 30 августа 1941 года, пока 6-я пехотная дивизия финнов с юга и 169-я горно-пехотная дивизия немцев с севера, форсировав реку, не осуществили обход с угрозой окружения. Фактически оборона Алакуртти проходила как прикрытие отхода советских войск на основной рубеж обороны (23 УР) — к старой советско-финской границе (рубеж по реке и озёрам Верман), где и установилась линия фронта до начала сентября 1944 года. 1 сентября 1941 года советские части оставили позиции восточнее станции Алакуртти и отошли на рубеж по реке Войта, что в 10 км восточнее посёлка.
В 1944 году, с подписанием мирного договора между Финляндией и СССР, немецкие войска на кандалакшском направлении были обречены и ими велась подготовка к отходу в Норвегию. Наступление советских войск началось 4 сентября. К 7 сентября, в результате 100-километрового обхода немецких войск с севера 104-й и 341-й стрелковыми дивизиями и 38-м отдельным танковым полком, была перекрыта дорога Салла-Алакуртти в районе Кайрал. Немецкие 169-я и 163-я пехотные дивизии, до восстановления контроля над дорогой, выводили свои части по обходному пути через Вуориярви и Лапмелу. 14 сентября 1944 Алакуртти было освобождено советскими войсками.
День 14 сентября провозглашён решением Совета Депутатов сельского поселения Алакуртти «Днем Алакуртти» и «Днём освобождения Алакуртти» от немецких захватчиков.

### В составе СССР
В 1953 году село вошло в состав Мурманской области. В нём в послевоенное время размещались штаб 54-й мотострелковой дивизии и авиационный полк. В 1950-е — 1960-е годы велось интенсивное развитие села: открылись средняя школа, дом офицеров, госпиталь и банно-прачечный комбинат. В окрестностях Алакуртти развивалась лесозаготовка. В 1980-х годах началось строительство пятиэтажных домов.

### В составе России
В октябре 1997 года проложена асфальтированная дорога Кандалакша — Алакуртти, в том же году было прекращено железнодорожное пассажирское движение по ветке Ручьи-Карельские — Алакуртти.
В 2002 году на границе с Финляндией в 72 км западнее Алакуртти был открыт многосторонний автомобильный пункт пропуска «Салла». К границе была подведена автомобильная дорога с песчано-гравийным покрытием.
Военный городок
В 1993—1994 годах был построен жилой городок на 600 квартир с полным инженерным обеспечением для бывших советских офицеров, выведенных из Германии. На средства, выделенные Германией, в новом микрорайоне были построены амбулатория, узел связи, банк, школа, пекарня. Базировавшаяся в посёлке российская военная авиабаза была закрыта в 2009 году.
До 1998 года в поселке дислоцировалась 54-я мотострелковая Краснознамённая дивизия. (Командир дивизии генерал-майор Ковалевич Олег Дмитриевич). В 1998 году дивизия переформирована в 35 БХВТ (базу хранения вооружения и военной техники)в/ч 42395 - начальник базы полковник Сумятин.
В 2014 году было объявлено о планах по размещению в посёлке 80-й отдельной арктической мотострелковой бригады Северного флота численностью до 7 тысяч военнослужащих в рамках расширения военной группировки в Арктической зоне. 13 января 2015 года в Алакуртти прибыл первый эшелон арктической мотострелковой бригады. В октябре 2015 года осуществлена первая инспекция войсковой части со стороны финских офицеров из Генерального штаба Оборонительных сил Финляндии, осуществляемая в рамках Венского договора о мерах по укреплению доверия и безопасности.

## Население
| 2002 | 2010  | 2021  |
| ---- | ----- | ----- |
| 6671 | ↘3424 | ↗5533 |

Численность населения, проживающего на территории населённого пункта, по данным Всероссийской переписи населения 2010 года составляет 3424 человека, из них 1694 мужчины (49,5 %) и 1730 женщин (50,5 %).

## Уроженцы
- Ширшина, Галина Игоревна (р. 1979) — российский политический и общественный деятель, глава Петрозаводского городского округа.

## Экономика
Основу экономики муниципального образования составляет служба в селе Алакуртти ПУ ФСБ России по Мурманской области и войсковые части МО РФ. Значимое место в занятости населения занимают заготовка и переработка древесины (предприятия ООО «Войта», ООО «Скайди», ООО «Огни Кайрал»). С 2012 года в Алакуртти реализуется проект «Агропарк Алакуртти — трансграничная модель сотрудничества», в рамках проекта строятся: гостевой дом (18 мест, конференц-зал, кафе), агродеревня, компакторная площадка по утилизации ТБО, оборудуются места для занятий спортом. В Алакуртти размещены военные базы вооружённых сил РФ, большая их часть сегодня ремонтируется и восстанавливается для размещения новой войсковой части.
Площадь жилищного фонда в 2009 году составляла 132,8 тыс. м². Основная часть жилой застройки представлена 3—5 этажными домами.
Действует железнодорожная станция Алакуртти, конечный пункт железнодорожной ветки от станции Ручьи-Карельские. Станция обслуживает в основном объекты МО РФ. Пассажирское движение с 1997 года отсутствует. В Алакуртти имеется действующий аэродром с взлетно-посадочной полосой длиной 2,3 км. В южной части села существует дополнительная вертолётная площадка.

## Социальная сфера
В Алакуртти имеется общеобразовательная школа № 3 на 540 учеников; по итогам 2013 года школа является лучшей школой Мурманской области. Кроме этого имеются 3 дошкольных учреждения на 310 мест. Действует два медицинских учреждения: амбулатория Кандалакшской районной больницы и Алакурттинский психоневрологический интернат. Работают 22 магазина, МБУ «Центр культуры, молодежи и спорта им. Кирилина А. Ю.», АЗС «Роснефти», почтовое отделение, банно-прачечный комплекс, отделение Сбербанка. Офицерское общежитие на 80 мест находится в стадии ремонта. В поселке действует мобильная связь ОАО «МТС» и ОАО «Мегафон». Компания ОАО «Ростелеком» провела в 2013 году в поселок оптоволоконную связь. Развитием туризма в регионе занимаются две компании — ООО «Скайди» и НУ УДЦ «Созидание».

## Планировка и застройка
Основной жилой массив Алакуртти, представленный двух- и пятиэтажными домами, расположен в центральной части села, вдоль улиц Кузнецова, Набережной и Данилова (военный городок № 5, жилой массив «Старый поселок»). В восточной части села, отделённой от центра Алакуртти оврагом, преобладают здания в 1, 2 и 5 этажей. Основные улицы здесь — Советская и Нижняя Набережная, а также Лесной переулок (жилой массив «Район ЛПК»). К северу от основного жилого ядра села находится построенный в 1994 году, для выведенных из Германии войск, жилой массив «Финский» (улица Содружества) с трёх- и пятиэтажной застройкой. Промышленные предприятия расположены к северу и северо-востоку от жилой застройки села.

Панорама Алакуртти

## Города-побратимы
- Пелкосенниеми[16]

## Прочие факты
- Штурмовик Ил-2, найденный около села, был использован для создания памятника в Самаре[17] и является одной из достопримечательностей города.